# Bukev
Bukev (znanstveno ime Fagus) je rod listavcev iz družine bukovk (Fagaceae), ki izvira iz zmernega pasu Evrazije in Severne Amerike.

## Taksonomija

### Vrste
Vrste, ki jih je sprejela spletna stran Plants of the World Online od april 2023:
| Slika | Ime                                               | Distribucija                    |
| ----- | ------------------------------------------------- | ------------------------------- |
|       | Fagus chienii W.C.Cheng                           | Kitajska (Sečuan)               |
|       | Fagus crenata Blume – japonska bukev              | Japonska                        |
|       | Fagus engleriana Seemen ex Diels – kitajska bukev | Kitajska                        |
|       | Fagus grandifolia Ehrh. – ameriška bukev          | Kanada, ZDA, Mehika             |
|       | Fagus hayatae Palib. ex Hayata                    | Tajvan                          |
|       | Fagus japonica Maxim.                             | Japonska                        |
|       | Fagus lucida Rehder & E.H.Wilson                  | Kitajska                        |
|       | Fagus multinervis Nakai                           | Južna Koreja (Ulleungdo)        |
|       | Fagus orientalis Lipsky – vzhodna bukev           | Vzhodna Evropa in Zahodna Azija |
|       | Fagus pashanica C.C.Yang                          | Kitajska (Sečuan, Džedžjang)    |
|       | Fagus sinensis Oliv.                              | Kitajska (Hubej), Vietnam       |
|       | Fagus sylvatica L. – navadna bukev                | Evropa                          |